# Jezioro Studnickie
Jezioro Studnickie – jezioro w województwie zachodniopomorskim, w powiecie wałeckim, w gminie Tuczno. Zasilane przez Korytnicę.
Powierzchnia zwierciadła wody wynosi około 16 hektarów, a głębokość jest bardzo niewielka i dochodzi do jednego metra (niektóre źródła mówią nawet o 2,7 m), jednak na większości powierzchni akwenu jest mniejsza, miejscami mając zaledwie kilka centymetrów. Brzegi silnie zarośnięte trzcinami. Przez jezioro prowadzi szlak kajakowy Korytnicy – zalecane jest płynięcie lewą stroną z uwagi na rozległe wypłycenia w centrum. Pod względem wędkarskim akwenem zarządza Okręg Nadnotecki PZW w Pile.
W pobliżu jeziora znajduje się wieś Nowa Studnica.